# Every Morning (Basshunter)
Every Morning è un singolo del DJ e cantante svedese Basshunter, pubblicato nel 2009 ed estratto dall'album Bass Generation.

## Tracce
- CD (Maxi singolo)

1. Every Morning (Radio Edit) – 3:15
2. Every Morning (Payami Remix) – 6:04
3. Every Morning (Extended Version) – 4:29
4. Every Morning (Michael Mind Remix) – 5:10
5. Every Morning (Headhunters Extended Version) – 5:23
6. Every Morning (Ultra DJ's Bass Mix) – 5:26
7. Every Morning (Rain Dropz Remix) – 4:52
8. Every Morning (Hot Pink Delorean Remix) – 7:02

## Video
Il videoclip vede la partecipazione della modella iraniana Aylar Lie ed è stato girato a Maiorca (Spagna).